# Friedrich Mußgay

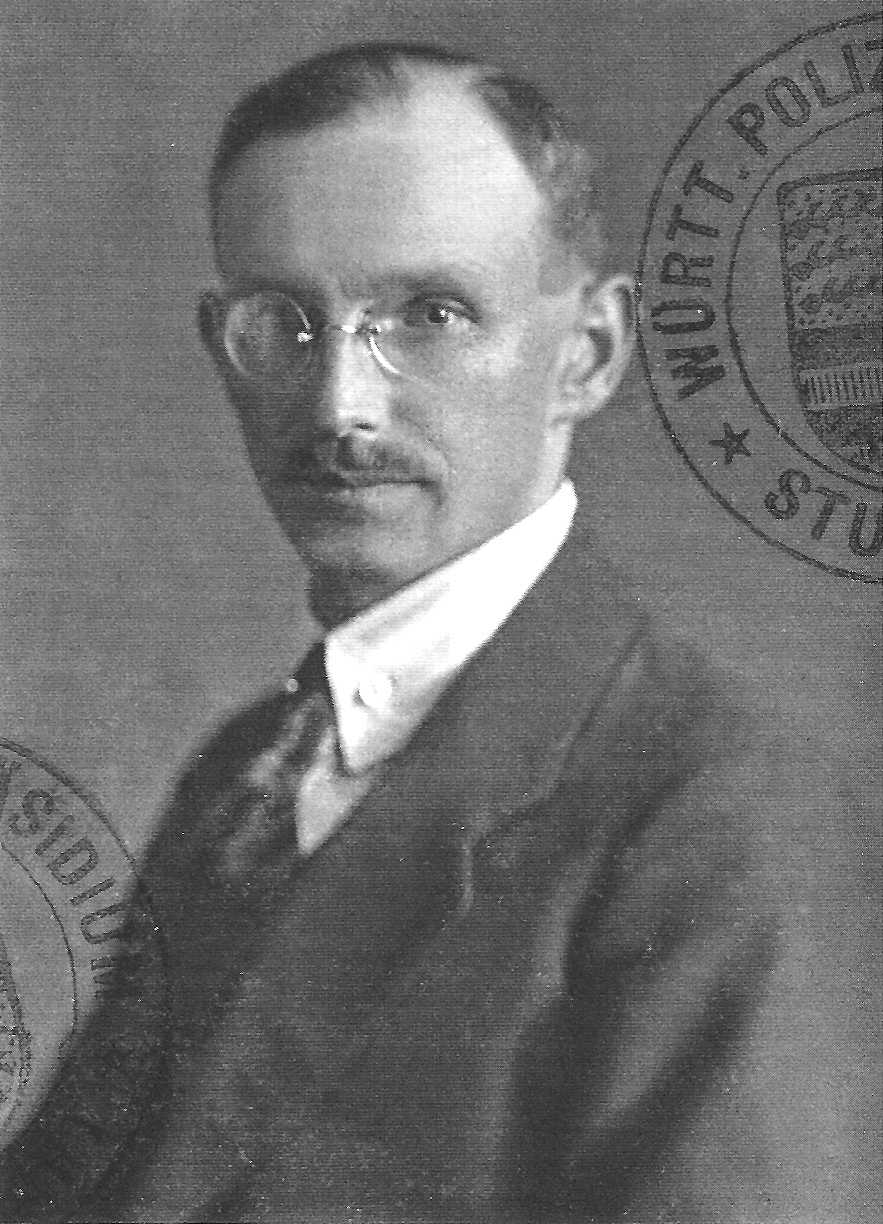
Friedrich Mußgay (um 1940)

Paul Emil Friedrich Mußgay (* 3. Januar 1892 in Ludwigsburg; † 3. September 1946 in Stuttgart) war ein deutscher Kriminalrat, SS-Obersturmbannführer und Leiter der Staatspolizeileitstelle Stuttgart.

## Familie, Ausbildung, Kriegs- und Polizeidienst
Als Sohn des Hausmeisters Georg Friedrich Mußgay und seiner Ehefrau Karoline Bay wuchs er in einfachen Verhältnissen auf. Väterlicherseits betätigten sich sein Groß- und Urgroßvater auf dem bäuerlichen Lande als Metzger. Auch die Vorfahren seiner Mutter lebten auf dem Land. Nach der Volks- und Mittelschule besuchte er die Höhere Schule. Er strebte eine Laufbahn in der Verwaltung an. Zu diesem Zweck ging er nach Stuttgart auf die Verwaltungsfachschule, wo er Robert Scholl traf und mit ihm auch später Kontakt hatte.
Von Juli 1913 bis April bereitete er sich als Assistent auf die mittlere Verwaltungslaufbahn vor, wobei er ab August 1914 bis Dezember 1918 zeitweilig am Ersten Weltkrieg teilnahm. Seine Ausbildung als Assistent führte ihn nach Esslingen am Neckar, Ellwangen und Mergentheim. Ab Mai 1917 trat er in den Polizeidienst bei der Polizeidirektion in Stuttgart ein. Seinen Kriegsdienst beendete er als Oberleutnant der Reserve. Im August 1920 wurde er zum Verwaltungssekretär befördert, um dann schon ein Jahr später zum Polizeikommissar ernannt zu werden. Im Polizeipräsidium Stuttgart betätigte er sich bei der Dienststelle 3 (Nachrichtendienst, Vereins- und Versammlungswesen) in der Abteilung II b der Politischen Polizei. Seine Aktivitäten richteten sich hauptsächlich gegen Verfassungsgegner aus dem linken politischen Spektrum. Dabei trat er mit großem Eifer auf, sodass er von seinen Kollegen „Kommunistenjäger“ genannt wurde.

## Karriere im NS-Regime
Nach der Beförderung zum Polizeirat im Mai 1932 trat er zum 1. Mai 1933 in die NSDAP (Mitgliedsnummer 3.227.759) und am 1. April 1933 in die SS ein (SS-Nummer 69.594) und wechselte im gleichen Monat in das Württembergische Politische Landespolizeiamt, das neu aufgestellt wurde. Hier übernahm er als Leiter das Referat für den Nachrichtendienst. Im November 1935 erfolgte die Ernennung zum Kriminalrat. Im Landespolizeiamt wurde er 1937 Leiter der Abteilung 2. Zu seinen Aufgaben gehörte nicht nur die Verfolgung der Gegner des NS-Regimes durch Sammlung von Berichten, sondern auch die Vernehmung der Verhafteten durch Drohungen und andere Zwangsmaßnahmen. Ab 1938 wurde er auch im Sicherheitsdienst des Reichsführers SS im SD-Hauptamt eingesetzt. Im Jahre 1938 wurde er nach Brünn versetzt, um dort die Staatspolizeileitstelle Brünn aufzubauen, wofür er im Dezember 1939 mit einer Medaille ausgezeichnet wurde.

## Einsatz in Osteuropa und in Frankreich im Zweiten Weltkrieg
Ob Mußgay im besetzten Polen als stellvertretender Leiter der Staatspolizeileitstelle in Kattowitz im Zeitraum zwischen November/Dezember 1939 und Mai 1940 eingesetzt wurde, ist nicht zweifelsfrei geklärt. Stephen Richards veröffentlichte 2003 in seinem Buch Crime Through Time eine Suchmeldung von Simon Wiesenthal, in der ein SS-Hauptsturmführer Friedrich Mußgay als Kommandeur der Sicherheitspolizei (SiPo) im SD-Einsatzkommandos III innerhalb der Einsatzgruppe A in Russland bei der Heeresgruppe Nord genannt wurde. Näheres zu dieser Meldung ist nicht bekannt.
Von Juli bis Dezember 1939  war Mußgay Kommandeur des Einsatzkommandos III/2 in Mühlhausen/Elsass und ab August 1940 bis zum Sommer 1941 beim KdS Dijon.

## Leitung der Staatspolizeileitstelle Stuttgart
Bis zum 2. Mai 1940 war SS-Sturmbannführer und Regierungsrat Rudolf Erwin Lange stellvertretender Leiter der Staatspolizeileitstelle Stuttgart. Lange wurde zur Staatspolizeileitstelle Berlin abgeordnet, sodass Mußgay dem Leiter der Staatspolizeileitstelle Stuttgart, SS-Sturmbannführer und Oberregierungsrat Joachim Boes, als Vertretung dienen sollte. Boes wurde am 21. Juni zur Wehrmacht einberufen und fiel im Juli 1941, sodass Mußgay bis zum 20. April 1945 Leiter der Staatspolizeileitstelle Stuttgart war. Mußgay hatte bis zu diesem Zeitpunkt mit der Rivalität der aufgestiegenen Akademiker des NS-Regimes zu rechnen, die dem älteren, aus der Kriminalpolizei kommenden Mußgay vorgezogen wurden. So hatte er erst die Versetzung beziehungsweise Einberufung von Regierungsrat Wilhelm Harster, SS-Sturmbannführer und Regierungsrat Schröder und dann Lange abwarten müssen, um in die Leitungsebene bei der Gestapo in Stuttgart zu kommen. Stellvertreter von Mußgay wurde SS-Sturmbannführer und Kriminaldirektor Hans-Joachim Engelbrecht.

## Hinrichtung polnischer Zwangsarbeiter
Der Staatspolizeileitstelle Stuttgart unterstand das Schutzhaftlager Welzheim, in das sie Häftlinge einwies. Gegen Ende 1941 wurden die ersten polnischen Zwangsarbeiter in einem Steinbruch bei der Boxeiche hingerichtet. Den Hinrichtungsplatz hatte Ludwig Thumm, Kriminalsekretär der Stuttgarter Gestapo, ausgesucht. Mußgay war bei den ersten Hinrichtungen persönlich anwesend und verlas die Befehle zur Hinrichtung, die von einem Dolmetscher übersetzt wurden. Schon zu diesem Zeitpunkt gab es weder eine gerichtliche Voruntersuchung noch ein Urteil für solche Hinrichtungen.
Noch bevor die Gewalt über die Zwangsarbeiter am 5. November 1942 ganz der Gestapo übertragen wurde, erarbeitete Mußgay ein Hinrichtungsmuster, das in seinem Leitungsbereich galt und Folgendes vorsah:
- Ein geeignetes Gelände wurde ausgesucht, das zum Zeitpunkt der Exekution für die einheimische Bevölkerung abgesperrt werden sollte.
- Die Bürgermeister der umliegenden Gemeinden erhielten eine einem Befehl gleichzusetzende Aufforderung, zur Hinrichtung mit den in ihrer Gemeinde beschäftigten Zwangsarbeitern der gleichen Nationalität zu erscheinen.[3]
- Für die Exekutionen außerhalb des Gefängnisgeländes wurde in der Schreinerwerkstatt des KZ Welzheim ein mobiler Galgen angefertigt, der zusammen mit dem Häftling zum Hinrichtungsort gebracht wurde.[4]
- Der Exekutionsleiter las vor dem Häftling und den versammelten Zwangsarbeitern eine Exekutionsverfügung vor, die anschließend von einem polnischsprachigen Dolmetscher übersetzt wurde. Als Exekutionsleiter fungierte Mußgay selbst, sein Stellvertreter Hans-Joachim Engelbrecht oder ein anderer ihm unterstellter, aus Stuttgart delegierter Polizist.[5]
- Die Hinrichtung wurde anschließend von den dazu gezwungenen Landsleuten durchgeführt. Der Galgen hatte eine kleine Treppe: drei Stufen. Während dem Exekutierten, der auf der dritten Stufe stand, die Schlinge um den Hals gelegt wurde, stand jemand auf der ersten Stufe als Gegengewicht. Da die Fallhöhe sehr gering war, starben die Hingerichteten qualvoll durch Erstickung.[6] Der Ablauf der Hinrichtung wurde fotografisch dokumentiert.[7]
- Die Leiche wurde von einem Kastenwagen abgeholt, der sie zum Anatomischen Institut der Universität Tübingen brachte.[4]

Mußgay pflegte bei Hinrichtungen persönlich dabei zu sein: sowohl 1942 als auch danach. So wohnte er am 11. Juni 1942 der Hinrichtung des polnischen Zwangsarbeiters Stanisław Jóźwik in Oberndorf am Neckar bei, hier war Ludwig Thumm der Führer des Exekutionskommandos. Am 19. Oktober 1942 war er bei der Hinrichtung von Marian Świderski, dem ein Verhältnis zu einer deutschen Frau vorgeworfen wurde, in Egenhausen in der Nähe von Calw zugegen. Ob er am 11. November 1942 die Hinrichtung des polnischen Zwangsarbeiters Czesław Trzciński in Rappach bei Bretzfeld leitete, ist nicht mehr beweisbar, aber wahrscheinlich. Mußgay leitete ferner am 8. Januar 1943 die Hinrichtung des polnischen Zwangsarbeiters Aleksander Krześciak (* 27. März 1923 in Wilkowisko) in einem Steinbruch bei Güglingen.

## Verfolgung und Deportation von Juden
Am 10. Juni 1941 hatte Mußgay einen Erlass herausgegeben, in dem er die „zweifellos kommende Endlösung der Judenfrage“ ankündigte. Am 18. November 1941 befahl Mußgay 1.000 Juden, sich am 27. November 1941 auf dem Messegelände Killesberg einzufinden. Die Juden wurden am 1. Dezember 1941 in das Reichskommissariat Ostland nach Riga deportiert, zum Zweck der „Entjudung“, wie es Mußgay ausdrückte. Schon einen Monat später veranlasste Mußgay den zweiten Transport von 278 Juden in das Generalgouvernement, in das Gebiet von Lublin. Am 22. August 1942 organisierte Mußgay die Deportation von über 900 Juden in das KZ Theresienstadt. Weitere Deportationen erfolgten am 1. März 1943 mit 17 Personen, 19 Personen am 16. April 1943 und 23 Personen im Juni 1943. Insgesamt wurden über die Stapoleitstelle Stuttgart unter Mußgay über 2.600 Personen deportiert, die meisten von ihnen fanden den Tod.

## Hinrichtung von Widerstandskämpfern, Verhaftung und Selbstmord

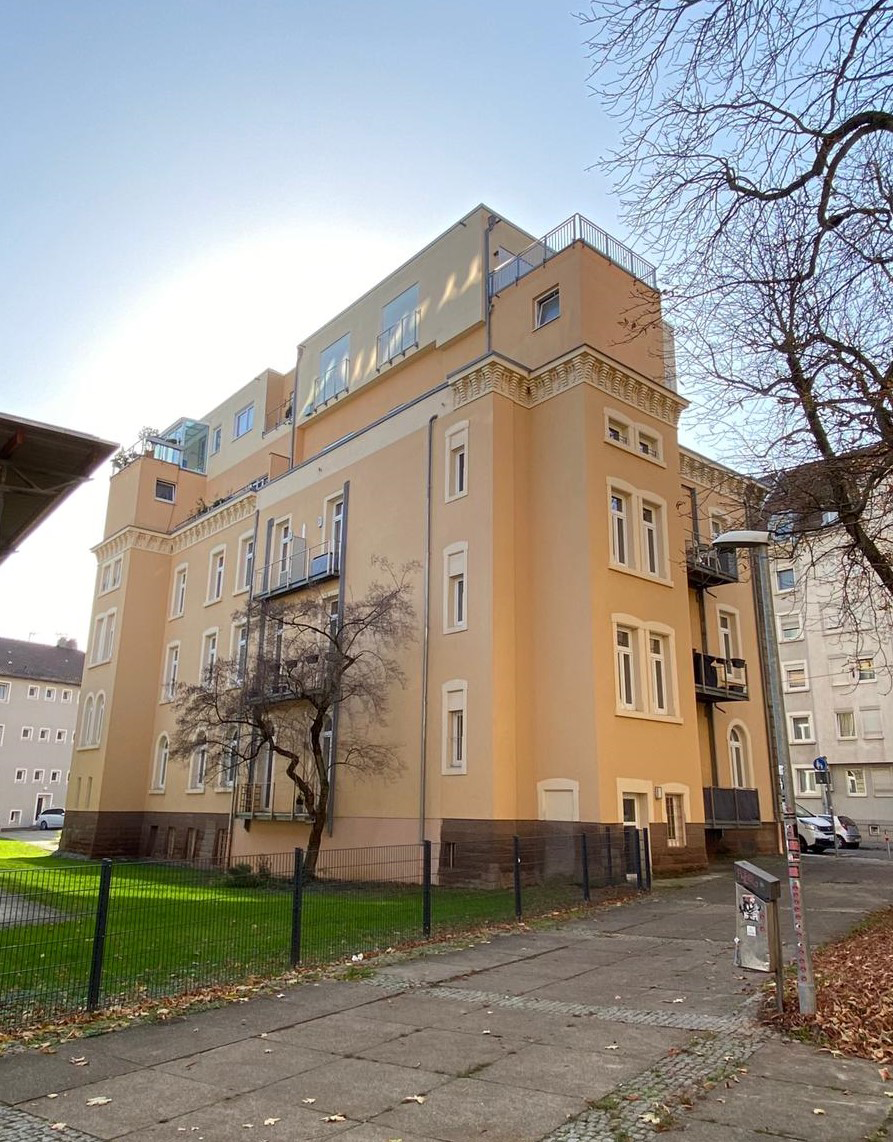
Weimarstraße 20 (Ehemaliger Sitz der amerikanischen Militärpolizei)

Danach ließ Mußgay nach Juden fahnden, die nach NS-Terminologie der Nürnberger Rassengesetze in einer sogenannten Mischehe lebten. Diese Aktionen setzte er mit Erlass vom 26. Januar 1945 noch fort, als er noch verbliebene jüdische Bürger in das Lager Bietigheim zur Zwangsarbeit einweisen ließ.

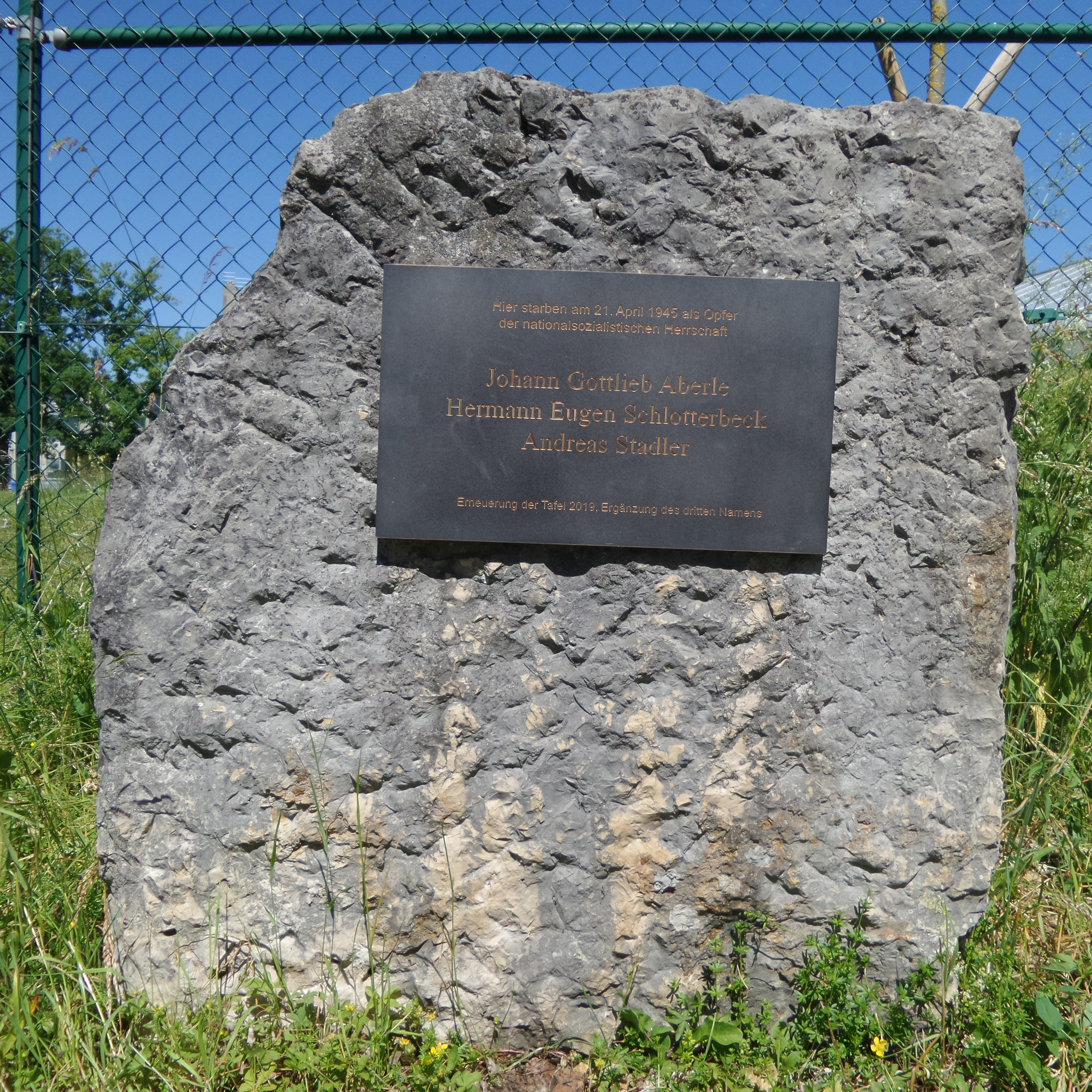
Gedenkstein für Hermann Schlotterbeck, Gottlieb Aberle und Andreas Stadler am Klärwerk Riedlingen

 Das Lager hatte bis dahin die Funktion, Zwangsarbeiter über den Südwesten Deutschlands zu verteilen. Kurz vor Mußgays Flucht aus Stuttgart am 20. April 1945 – die Staatspolizeileitstelle war offiziell am 11. April aufgelöst worden – wurden noch Häftlinge, die nicht mehr abtransportiert worden waren, von der Gestapo ermordet.
Drei Häftlinge, Hermann Schlotterbeck (Mitglied der Widerstandsgruppe Luginsland), Gottlieb Aberle und Andreas Stadler, hatte Mußgay noch am 21. April 1945 im Wald bei Riedlingen hinrichten lassen (ein Mahnmal befindet sich am Eingang zum Klärwerk Riedlingen).
Durch das Tal des Neckar floh Mußgay mit seiner Frau hin zur Schwäbischen Alb.
Die Alliierten hatten Mußgay am 30. September 1944 als Verbrecher in der List of Potential War Criminals under Proposed US Policy Directives aufgeführt. Noch im April oder Mai 1945 wurde Mußgay verhaftet und ins Militärgefängnis von Stuttgart gebracht, welches sich in der Weimarstraße 20 befand.
Von 1933 bis April 1945 wurde dasselbe Gebäude von Mußgays Gestapo genutzt, um politische Gegner wie zum Beispiel Liselotte Herrmann zu inhaftieren. Da ihn ein Gerichtsverfahren als Kriegsverbrecher erwartete, nahm er sich dort am 3. September 1946 durch Erhängen in seiner Zelle das Leben.

## SS-Dienstgrade
- 20. April 1938: SS-Untersturmführer
- 11. September 1938: SS-Hauptsturmführer
- 20. April 1939: SS-Sturmbannführer
- 9. November 1943: SS-Obersturmbannführer